# Jennersdorf
Jennersdorf est une commune autrichienne du district de Jennersdorf dans le Burgenland.